# Ogólnopolski Związek Zawodowy Górnictwa Naftowego i Gazownictwa
Ogólnopolski Związek Zawodowy Górnictwa Naftowego i Gazownictwa – powstał z przekształcenia Federacji Związków Zawodowych Górnictwa Naftowego i Gazownictwa i jako kontynuator działa od 1983 roku. Zrzesza ponad 10 tys. członków pracujących w oddziałach i spółkach Polskiego Górnictwa Naftowego i Gazownictwa S.A. w swoich 36 Oddziałach Związku.
Ogólnopolski Związek Zawodowy reprezentuje stanowiska zrzeszonych organizacji związkowych (Oddziałów Związku) wobec pracodawców, władz administracji państwowej i gospodarczej, organizacji politycznych i społecznych, a także stowarzyszeń zawodowych. 
Ogólnopolski Związek zjednoczył związki zawodowe działające w PGNiG S.A. oraz w spółkach powiązanych kapitałowo jak i innych podmiotach gospodarczych współpracujących z branżą gazowo-naftową. 
OZZ GNiG jest członkiem Ogólnopolskiego Porozumienia Związków Zawodowych oraz Europejskiej Federacji Związków Zawodowych Górnictwa Chemii i Energetyki (EMCEF). 
Terenem działania Związku jest obszar Rzeczypospolitej Polskiej, a siedziba jego organów mieści się w Wałbrzychu. 
Najwyższą władzą Związku jest Rada Krajowa Związku, którą stanowią delegaci z każdego Oddziału Związku. Władzę wykonawczą sprawuje  Prezydium, w skład którego wchodzi Przewodniczący Związku oraz przedstawiciele Sektorów działających w PGNiG.